# Vardun
Vardun (bulgariska: Вардун) är ett distrikt i Bulgarien.   Det ligger i kommunen Obsjtina Tărgovisjte och regionen Tărgovisjte, i den östra delen av landet, 260 km öster om huvudstaden Sofia.